# オットー・グスマン
オットー・グスマン（Otto Gussmann、1869年5月22日 - 1926年7月27日）はドイツの画家である。ドレスデンの美術アカデミーなどで、建築の装飾の分野の教授などを務めた。

## 略歴
現在のバーデン＝ヴュルテンベルク州、当時ヴュルテンベルク王国のWachbachで生まれた。シュトゥットガルトで装飾画家の見習いをした後、シュトゥットガルトの美術学校でも学んだ。1892年にベルリンの工芸美術館(Kunstgewerbemuseum)付属の美術学校に移り、4年後、ベルリンの美術アカデミーで学び始めた。卒業後、建築家のパウル・ヴァロット(Paul Wallot: 1841-1912)の指揮下で建設された、ベルリンの国会議事堂の装飾絵画を描いた。
1897年にパウル・ヴァロットとドレスデンに移り、美術教師として働き始め、後にドレスデンの工芸学校(後のドレスデン美術大学)の装飾美術の教授に任じられ、学部長も務めた。1915年から1919年の間はドレスデンの王立美術アカデミーの教授も務めた。
20世紀に入る頃、「ドレスデン分離派」とされる美術家集団の一つ「ドレスデン美術家協会(Verein bildender Künstler Dresden)」のメンバーになった。1905年に建築家のHans Erlweinや彫刻家のKarl Großの美術家集団「Die Zunft」のメンバーになった。ドイツの工芸運動に対して重要な意義を持ったとされる、ドレスデンで1906年に開催された「第3回美術工芸展(Dritte Deutsche Kunstgewerbeausstellung Dresden)」のポスターも制作した。
ドレスデンの表現主義の画家たちが結成したグループ「ブリュッケ」の創立メンバーの一人であり、第1回の「ブリュッケ」の展覧会にも参加した。美術教師としてのグスマンの学生には「ブリュッケ」のメンバーのマックス・ペヒシュタインがいる。その他にオットー・ディクスやオットー・ランゲも教えた。
1926年にドレスデンの展覧会の準備中に心臓病の発作で亡くなった。

## 作品

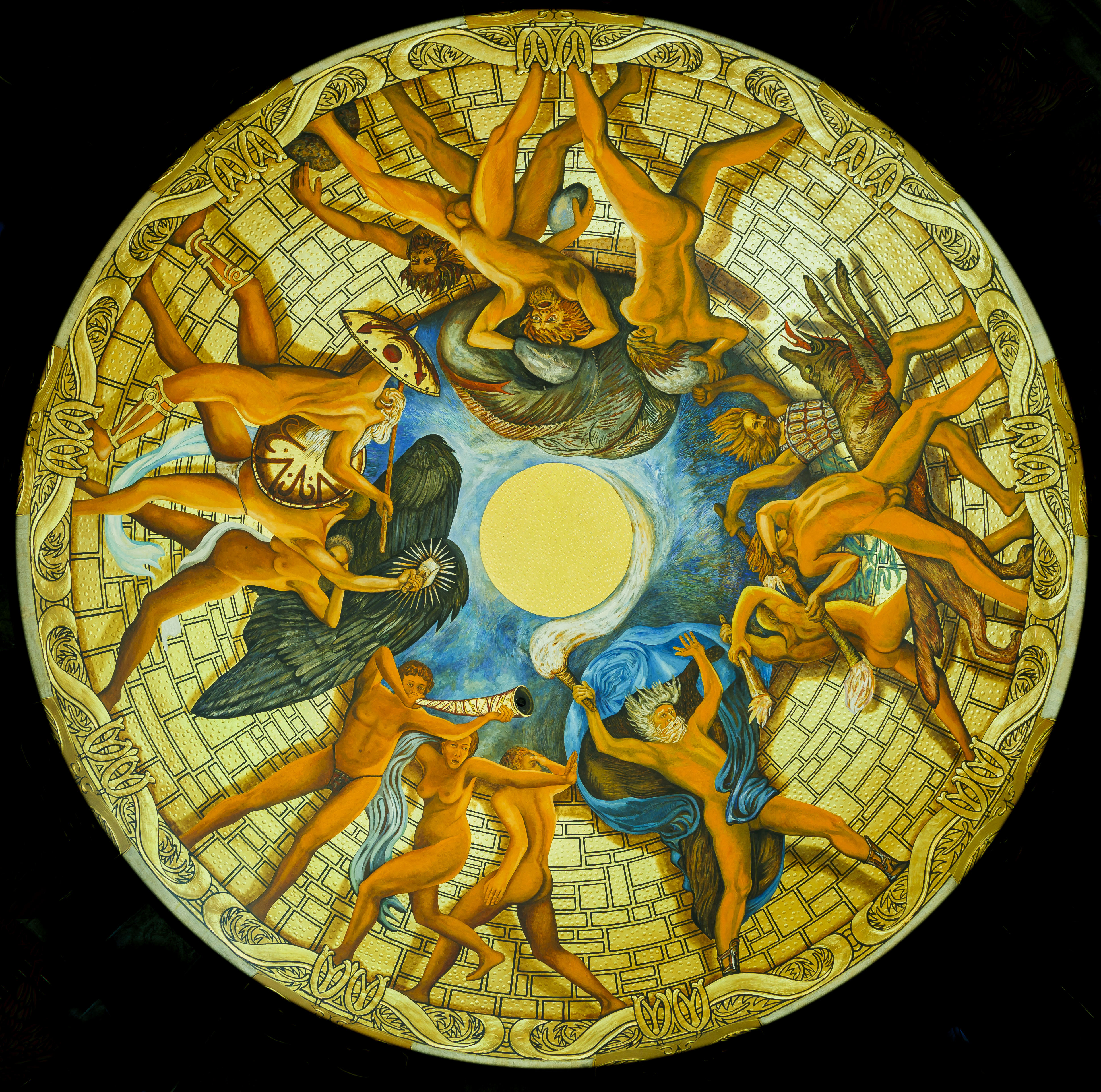
アイゼナハのBurschenschaftsdenkmalの壁画
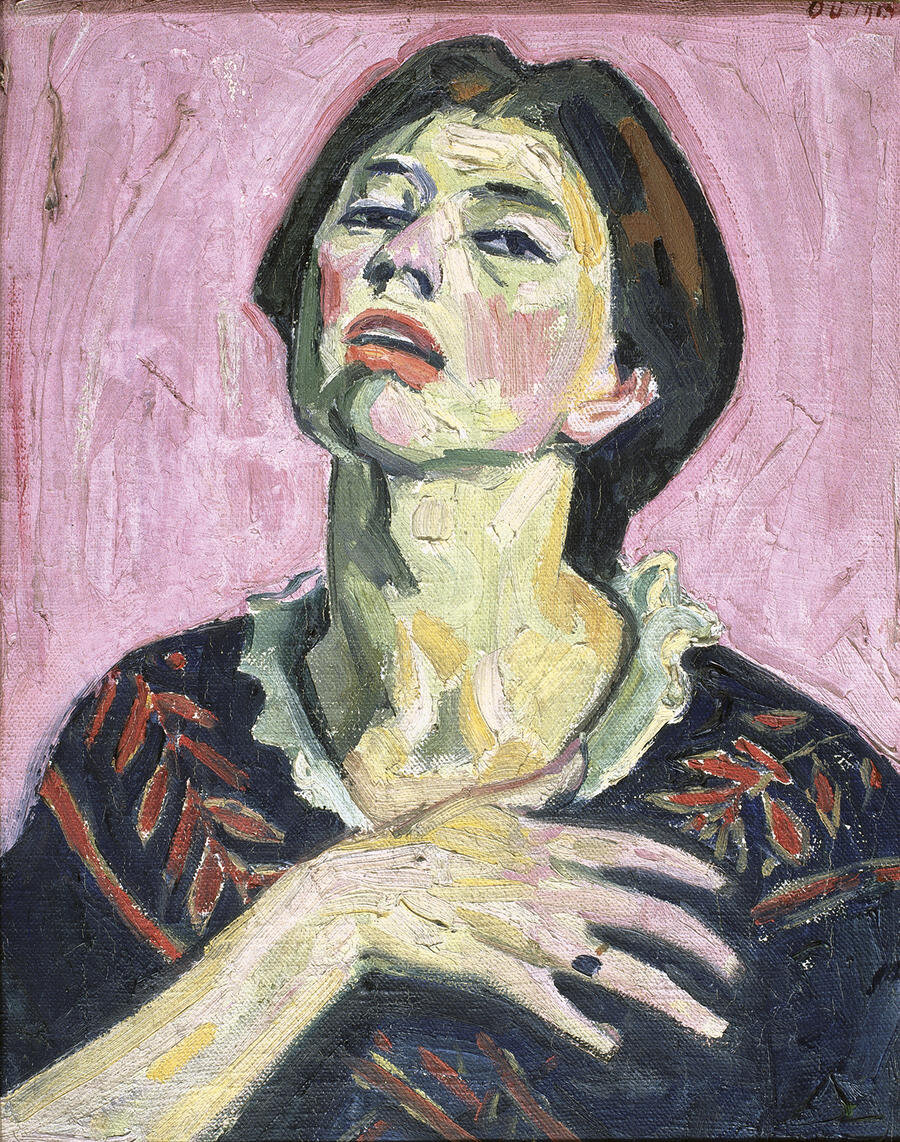
Erregt Aufblickende (1913)
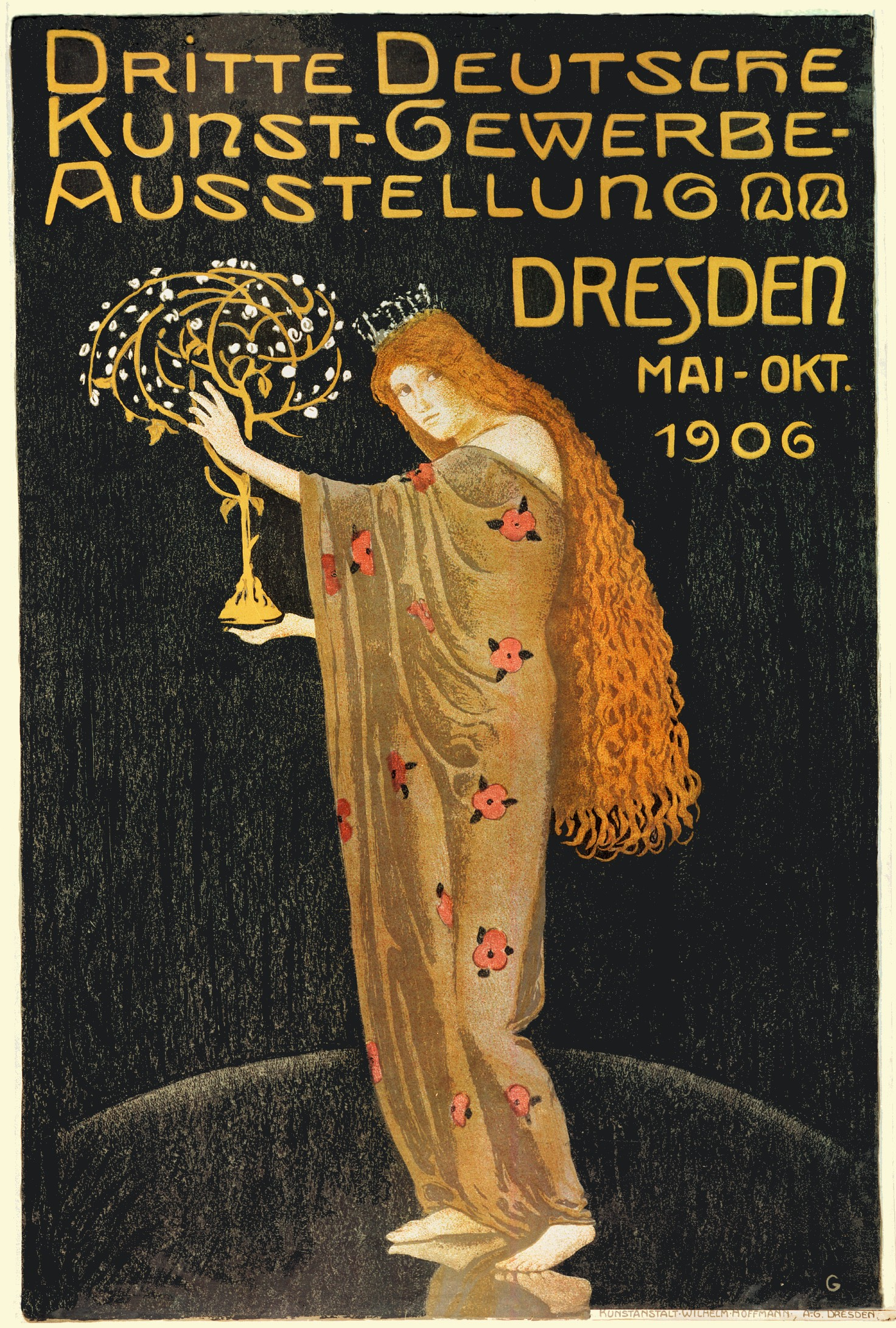
第3回美術工芸展ポスター(1906)
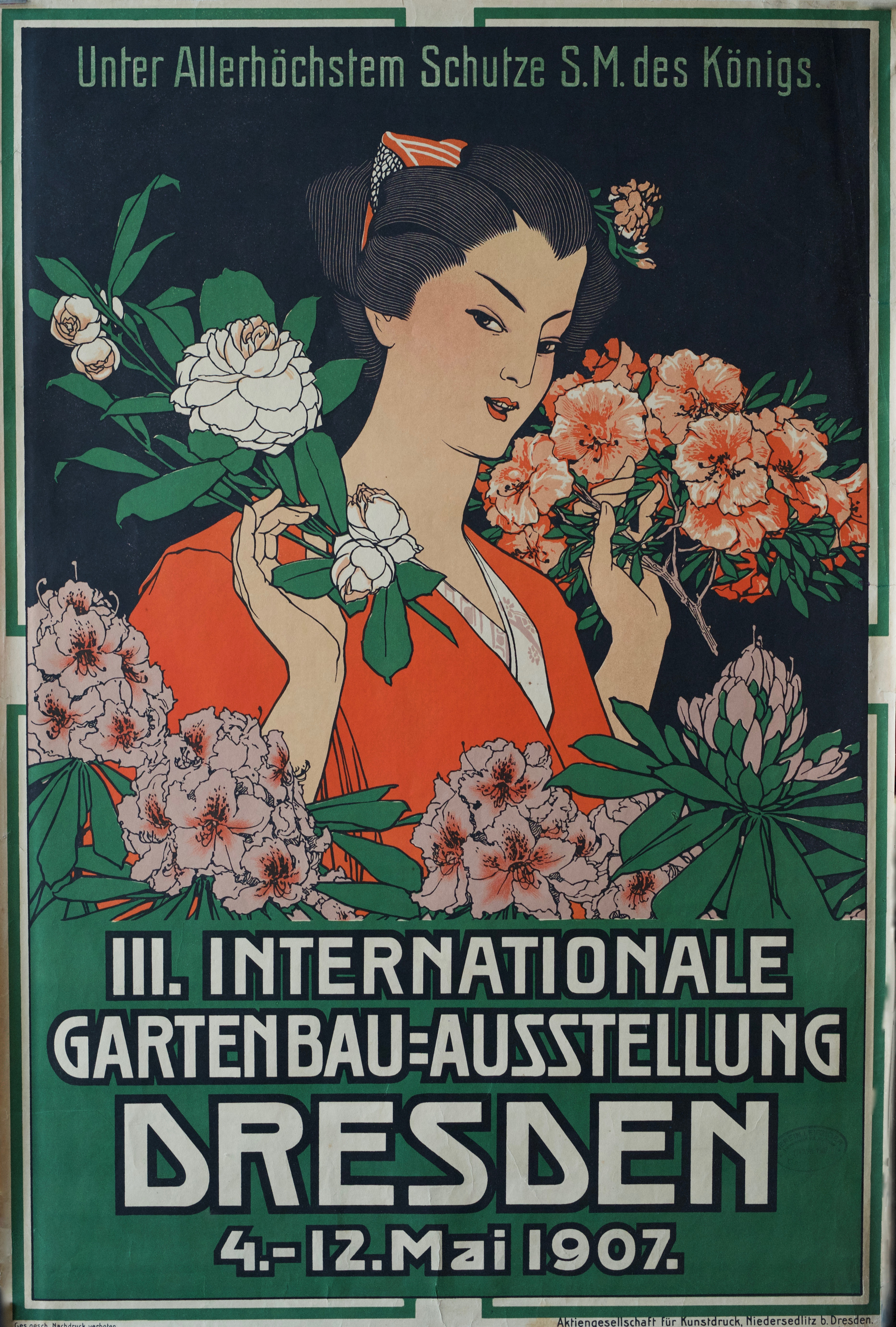
ポスター